# バイ県
バイ県（バイけん）は、中華人民共和国新疆ウイグル自治区アクス地区に位置する県。

## 歴史
漢の時代、姑墨と亀茲であった。光緒8年（1882年）に拝城県になった。

## 行政区画
4鎮、10郷を管轄：
- 鎮：バイ鎮（拝城鎮）、テレク郷（鉄熱克鎮）、チャルチ郷（察爾其鎮）、サイラム鎮（賽里木鎮）
- 郷：ヘイル郷（黒英山郷）、キズィル郷（克孜爾郷）、トクスン郷（託克遜郷）、ヤトゥル郷（亜吐爾郷） 、カンチ郷（康其郷）、ブルン郷（布隆郷）、ミチハ郷（米吉克郷）、オンバシ郷（温巴什郷）、チョンキョウリュク郷（大橋郷）、カラバグ郷（老虎台郷）